# ماري ناي
ماري ناي (بالإنجليزية: Mary Nighy)‏ هي ممثلة بريطانية، ولدت في 17 يوليو 1984 بلندن في المملكة المتحدة.

## أعمال

### أفلام
- (2006) ماري أنطوانيت[4]

## وصلات خارجية
- ماري ناي على موقع IMDb (الإنجليزية)
- ماري ناي على موقع ألو سيني (الفرنسية)
- ماري ناي على موقع أول موفي (الإنجليزية)
- ماري ناي على موقع قاعدة بيانات الفيلم (الإنجليزية)
- ماري ناي على موقع كينوبويسك (الروسية)